# Jeff & Inthira
Jeff & Inthira 是由馬來西亞夫妻Jeff和Inthira共同經營的YouTube頻道。2017年初創時期兩人在Facebook以介紹美食為主，吸引大量粉絲，截止至今Facebook粉絲專頁累積83萬粉絲。2018年轉戰YouTube 影片以情侶、生活、旅遊、開箱、實測等為主，成為大馬最快從0到達100萬訂閱的YouTuber。2022年馬來西亞20大訂閱數Youtuber，截止至今YouTube頻道共120萬用戶訂閱（計於2022年5月25日）。2018年12月，兩人共同創立女性用品品牌LAFRE GLOBAL 。2022年1月，Inthira創立自內衣品牌Crown，24小時內銷量破百萬。Jeff & Inthira生意板塊從女性產品、內衣至電器行業拓展至台灣、新加坡、香港、澳門、香港等超過10個國家。兩人於2019年9月結婚，2022年誕下一女梁馬路（乳名）。

## 簡介
Jeff 本名梁明耀（1990年12月11日），祖籍廣東省云浮市新興县，曾任魔術師，前電視節目主持人，曾獲八度空間電視台主持人徵選優勝第一名。現為馬來西亞著名YouTuber之一。2019年9月，榮獲馬來西亞20大傑出青年企業家大獎。
Inthira 本名 Inthira Kalanjiam（1991年10月23日），中印混血兒，曾任新航空姐、服務業、化妝師等。現為馬來西亞著名YouTuber之一。2019年9月，榮獲馬來西亞金鳳卓越企業家大獎及20大傑出青年企業家大獎。2022年1月12日宣布創立個人內衣品牌Crown。

## YouTube 影片系列
社會議題系列
以一般市民角度拍攝社會時事影片，如「蚊型腳車案件」「再一宗懸案-未滿19歲的青年車禍離世」等時事議題的討論。
街頭玩很大系列
在大街上實測各種狀況，觀察路人如何應對及反應，例如「Inthira月經嚴重漏出在大街上」、「挑戰躺在路人肩膀上」
老闆收留我系列
到各行各業體驗打工，體會不同行業感受不同體驗。

## 音乐作品
| 年份 | 歌名           | 作詞                 | 作曲 |
| ---- | -------------- | -------------------- | ---- |
| 2023 | 《說了怕尷尬》 | 羅凱、Jeff & Inthira | 羅凱 |

## 電視節目
| 年份   | 節目                   | 出演                                |
| ------ | ---------------------- | ----------------------------------- |
| 2016年 | 《八八六十事》         | Jeff （外景主持）                   |
| 2019年 | 《國光幫幫忙》         | Jeff & Inthira                      |
| 2020年 | 《大fun派》第二集      | Jeff & Inthira                      |
| 2020年 | 《干爹业配吧！》第一季 | Jeff & Inthira（擔任評審）          |
| 2021年 | 《亞洲魔王爭霸賽》     | Jeff（擔任評審） Inthira （總決賽） |

## 參與音樂作品
| 年份   | 歌曲               |
| ------ | ------------------ |
| 2021年 | 《今年全Cow你》    |
| 2021年 | 《牛year越來越好》 |
| 2020年 | 《乾爹業配OK？》   |

## 外部連結
YouTube上的Jeff & Inthira （页面存档备份，存于）
Facebook上的Jeff & Inthira